# برونیدوکس
برونیدوکس (به انگلیسی: Bronidox) یک ترکیب شیمیایی با شناسه پاب‌کم ۱۸۰۷ است. شکل ظاهری این ترکیب، پودر بلورین سفید است.